# 秦興郡
秦興郡，中国十六国西秦时设置的郡。
西秦更始三年（411年）二月，乞伏归迁徙鲜卑仆浑部三千余户到度坚城，置秦興郡，治所在度坚城。任命儿子乞伏敕勃为秦興太守。西秦建弘七年（426年），秦興郡被夏国夺得，秦興郡被废除。